# Dolichoderus butteli
Dolichoderus butteli är en myrart som beskrevs av Auguste-Henri Forel 1913. Dolichoderus butteli ingår i släktet Dolichoderus och familjen myror. Inga underarter finns listade i Catalogue of Life.